# Torres de Abajo
Torres de Abajo es una localidad y una entidad local menor situadas en la provincia de Burgos, comunidad autónoma de Castilla y León (España), comarca de Las Merindades, partido judicial de Villarcayo, ayuntamiento de Valle de Valdebezana.

## Geografía
Situada en el valle de Valdebezana; a 38 km de Sedano, su antigua cabeza de partido, y a 84 de Burgos. La línea de autobús Burgos–Arija tiene parada a 1 km, en Soncillo. Pasa por allí la carretera local BU-V-5748, que lleva al puerto de Carrales.

## Situación administrativa
En las elecciones locales de 2007 correspondientes a esta entidad local menor concurrieron dos candidaturas: Eduardo Pérez García (Solución Independiente) y Beatriz Huidobro Sanz (PP).

## Demografía
En el censo de 1950 contaba con 136 habitantes, reducidos a 22 en 2015.

## Historia
Lugar, entonces conocido como Torres de Abaxo, perteneciente a la Hoz de Arreba, perteneciente al Bastón de Laredo, jurisdicción de señorío ejercida por el Duque de Frías, quien nombraba su regidor pedáneo.
A la caída del Antiguo Régimen queda agregado al ayuntamiento constitucional de Hoz de Arreba, en el partido de Sedano perteneciente a la región de Castilla la Vieja, para posteriormente integrarse en su actual ayuntamiento.

## Fiestas y costumbres
El 12 de agosto, festividad de San Macario y San Julián los pueblos del valle de Valdebezana celebran desde 1997 una romería municipal que pretende su hermanamiento.

## Parroquia
Iglesia católica de San Emeterio y San Celedonio, dependiente de la parroquia de Soncillo en el Arcipestrazgo de Merindades de Castilla la Vieja, diócesis de Burgos